# Verwaltungsgemeinschaft Wethautal (Sachsen-Anhalt)
Die Verwaltungsgemeinschaft Wethautal war eine Verwaltungsgemeinschaft im Burgenlandkreis im Süden des Bundeslandes Sachsen-Anhalt. Sitz der Verwaltung war Osterfeld. Die Gemeinden Goldschau, Heidegrund, Meineweh, Osterfeld, Unterkaka und Waldau gehörten bis zum 1. Januar 2005 zur Verwaltungsgemeinschaft Heidegrund. Am 1. Januar 2008 kamen die fünf Gemeinden Abtlöbnitz, Crölpa-Löbschütz, Janisroda, Leislau und Prießnitz aus der aufgelösten Verwaltungsgemeinschaft Bad Kösen hinzu, sodass die VG Wethautal 22 Gemeinden umfasste.
Das Oberverwaltungsgericht des Landes Sachsen-Anhalt hat in einem Eilverfahren am 29. Dezember 2006 die Eingliederung von Abtlöbnitz, Crolpa-Löbschütz, Janisroda, Leislau, Prießnitz und Bad Kösen in die Verwaltungsgemeinschaft Wethautal ausgesetzt. Die Verwaltungsgemeinschaft Bad Kösen blieb zunächst bis auf weiteres mit sechs Mitgliedsgemeinden bestehen. Das Urteil des Oberverwaltungsgerichts Magdeburg vom 11. Dezember 2007, die im Dezember 2006 vom Land Sachsen-Anhalt verfügte Zuordnung der VG Bad Kösen zu der des Wethautals für die Landgemeinden der Kurstadt-VG zuzulassen, nicht aber für Bad Kösen selbst, hat alle Beteiligten überrascht. Dies hatte die Auflösung der VG Bad Kösen zum 31. Dezember 2007 zur Folge. Ein Urteil des OVG war notwendig geworden, nachdem die VG Wethautal gegen die Zuordnung geklagt hatte und eine Aussetzung dieser erreicht hatte.
Die Verwaltungsgemeinschaft wurde am 31. Dezember 2009 aufgelöst. Die meisten Gemeinden wurden Teil der Verbandsgemeinde Wethautal.

## Die Gemeinden mit ihren Ortsteilen
Die Verwaltungsgemeinschaft bestand am 31. Dezember 2009 aus folgenden 22 Gemeinden:
- Abtlöbnitz
- Casekirchen mit Köckenitzsch und Seidewitz
- Crölpa-Löbschütz
- Gieckau mit Pohlitz und Schmerdorf
- Goldschau mit Kaynsberg
- Görschen mit Droitzen, Rathewitz und Scheiplitz
- Heidegrund (Sitz: Weickelsdorf) mit Kleinhelmsdorf, Roda und Weickelsdorf
- Janisroda
- Leislau mit Crauschwitz und Kleingestewitz
- Löbitz mit Großgestewitz und Pauscha
- Meineweh mit Thierbach, Quesnitz und Priesen
- Mertendorf mit Punkewitz und Wetterscheidt
- Molau mit Sieglitz und Aue
- Stadt Osterfeld
- Pretzsch
- Prießnitz
- Schönburg mit Possenhain
- Stadt Stößen mit Nöbeditz und Priestädt
- Unterkaka mit Oberkaka, Zellschen und Schleinitz
- Utenbach mit Cauerwitz und Seiselitz
- Waldau mit Haardorf
- Wethau